# Jensen boks
Jensen boksen er et standardapparat til måling af reaktionstid, især i forhold til forskelle i intelligens. Boksen blev udviklet af psykologen Arthur Jensen fra University of California. 
Da Jensen skabte apparaturet, var sammenhænge mellem simple valg og reaktionstid blevet påvist i mange hundrede undersøgelser. Ian Deary og kolleger, i en undersøgelse på 900 personer, viste korrelationen mellem IQ og simpel valg reaktionstid til at være -0.3 og -0.5 for reaktionstid med flere valgmuligheder
En Jensen boks er som standard omkring 20 tommer lang og 12 tommer dyb, med en skrå flade, hvorpå 8 knapper er opstillet i en halvcirkel, med en 'hjem' nøgle i nederste center. Over hver knap er en lille LED-lampe, som kan lyse, og boksen indeholder en højttaler til afspilning af lydsignaler.
Ifølge Hicks lov, bliver reaktionstider (RT) langsommere efter log2 af antallet af valgmuligheder præsenteret. Når alle undtagen én knap er dækket, er responstid hurtig og omvendt langsom, når alle 8 muligheder er tilgængelige.
Simple reaktionstid korrelerer omkring 0,4 med generel intelligens.